# Filo diretto
Filo diretto è stato un programma televisivo in onda dal lunedì al venerdì alle su RSI LA1, condotto da Carlotta Gallino e nelle prime due edizioni, anche da Enea Zuber.
La trasmissione, è stata replicata anche su RSI LA2, mentre in Italia viene attualmente replicata sulle reti regionali Telecampione e Telereporter.

## Il programma
Il programma era un contenitore d'intrattenimento ed attualità, trattando argomenti di vario genere d'interesse comune: dal tempo libero al lavoro, ma anche tendenze e stili di vita e vi era anche uno spazio dedicato alla cucina con Christian Frapolli. 
Tramite un numero di telefono dedicato, i telespettatori potevano anche intervenire in diretta e dire il loro commento sugli argomenti trattati. 

## Edizioni
| Edizione | Anno                   | Conduzione       | Conduzione       | Periodo           | Periodo        | Regia            |
| Edizione | Anno                   | Conduzione       | Conduzione       | Inizio            | Fine           | Regia            |
| -------- | ---------------------- | ---------------- | ---------------- | ----------------- | -------------- | ---------------- |
| 1ª       | inverno/primavera 2019 | Carlotta Gallino | Enea Zuber       | 7 gennaio 2019    | 7 giugno 2019  | Mattia Capezzoli |
| 2ª       | 2019-2020              | Carlotta Gallino | Enea Zuber       | 16 settembre 2019 | 12 giugno 2020 | Mattia Capezzoli |
| 3ª       | 2020-2021              | Carlotta Gallino | Carlotta Gallino | 7 settembre 2020  | 11 giugno 2021 | Lorenzo Duca     |

### Prima edizione (inverno/primavera 2019)
La trasmissione, debutta il 22 ottobre 2018 nella fascia oraria tra le 16 e le 18 con la conduzione di Enea Zuber e Carlotta Gallino. Al centro della trasmissione, due grandi argomenti, che nel corso delle due ore vengono trattati in studio col supporto di ospiti e persone qualificate. 
L'ultima puntata è stata trasmessa venerdì 7 giugno 2019.

### Seconda edizione (2019-2020)
La seconda edizione della trasmissione, è andata in onda dal 16 settembre 2019 al 12 giugno 2020. Il programma subisce un cambiamento d'orario: oltre alla fascia pomeridiana, che da questa nuova edizione prende l'orario dalle 17:10 alle 18, viene trasmesso anche dalle 12 alle 12:30, ed in successione al Telegiornale delle 12:30, viene trasmesso alle 12:45 alle 13:35, prendendo così il posto del quiz-game "Molla l'osso".  
A causa della pandemia di COVID-19, il programma è stato interrotto dal 20 marzo al 17 aprile 2020.   
Dal 20 aprile 2020 il programma è tornato in onda nella fascia oraria dalle 17:10 alle 19, con l'inserimento di una nuova parte dalle di programma condotta da Clarissa Tami, intitolata "Oggi è" dove in studio con un ospite si discuteva di argomenti specifici. Questa formula è andata in onda fino a venerdì 15 maggio 2020.   
Il 18 maggio 2020 il programma torna nella sua versione classica, con le tre parti a mezzogiorno e nella metà e tardo pomeriggio.    

### Terza edizione (2020-2021)
La terza edizione è andata in onda dal 7 settembre 2020 all'11 giugno 2021, con la sola conduzione di Carlotta Gallino. La produzione è sempre affidata ad Andy Gloor e la regia è di Lorenzo Duca.
Dal 7 settembre 2020 la suddivisione in segmenti è la seguente:
- 12:00-12:30 Filo Diretto - Prima parte
- 12:45-13:30 Filo Diretto - Seconda parte
- 17:10-18:00 Filo Diretto - Terza parte

### La chiusura
Il programma non è stato rinnovato per la stagione 2021-2022 ma in sostituzione, dal 4 ottobre 2021 nel palinsesto di RSI LA1 parte il programma Siamo fuori che vede sempre alla conduzione Carlotta Gallino con la partecipazione di Davide Riva e Christian Frapolli. 